# Skylab IV
Skylab IV é o quarto álbum de estúdio do cantor brasileiro Rogério Skylab, e também o quarto de sua série de dez álbuns epônimos e numerados. Lançado de forma independente em 2003, foi o primeiro álbum do músico a receber gravação ao vivo sem plateia – tendência que continuaria em seus lançamentos de estúdio subsequentes. Um videoclipe para a faixa "Parafuso na Cabeça" foi lançado no mesmo ano, também o primeiro videoclipe de sua carreira; foi dirigido por Gustavo Caldas. Um segundo videoclipe, para "Mictório", foi lançado em 24 de fevereiro de 2025, e em 15 de março a canção foi relançada como um single avulso. O garoto que aparece na capa do disco é o sobrinho de Skylab, como viria ele a esclarecer numa entrevista posterior com Jô Soares.
O álbum pode ser baixado gratuitamente no site oficial de Skylab. A versão disponibilizada para download contém as faixas bônus "Câncer no Cu" e "Chico Xavier & Roberto Carlos"; o próprio Skylab, "num exemplo de 'autocensura'", as omitiu do lançamento físico original por considerá-las demasiado controversas, mesmo para os seus padrões.
Uma gravação ao vivo de "Música para Paralítico" apareceu no álbum ao vivo de Skylab de 2009 Skylab IX, sob o título alternativo "Porrada na Cabeça". As razões da mudança do título são desconhecidas.

## Recepção
O site La Cumbuca incluiu Skylab IV em 42º lugar em sua lista dos 200 Melhores Discos Nacionais dos Anos 2000. Skylab II, V e VII também apareceram na lista, em 24º, 71º e 110º lugar, respectivamente.

## Faixas
Todas as faixas escritas e compostas por Rogério Skylab. 
| N.º | Título                      | Duração |  |
| 1.  | "IML"                       | 2:57    |  |
| 2.  | "Arrebentados"              | 4:00    |  |
| 3.  | "O Meu Pau Fica Duro"       | 2:59    |  |
| 4.  | "Puta"                      | 1:25    |  |
| 5.  | "Música para Paralítico"    | 1:33    |  |
| 6.  | "Eu Quero Saber Quem Matou" | 2:39    |  |
| 7.  | "Parafuso na Cabeça"        | 4:11    |  |
| 8.  | "Bunda Suja"                | 3:12    |  |
| 9.  | "Um Carro"                  | 4:06    |  |
| 10. | "Ninguém"                   | 2:44    |  |
| 11. | "Lava as Mãos"              | 4:50    |  |
| 12. | "Mictório"                  | 3:29    |  |
| 13. | "Eu Esporro"                | 3:16    |  |
| 14. | "Desarmônica"               | 4:48    |  |
| 15. | "Por Dentro, por Fora"      | 1:55    |  |

| Faixas bônus da versão para download gratuito |                                 |         |  |
| N.º                                           | Título                          | Duração |  |
| 16.                                           | "Câncer no Cu"                  | 3:10    |  |
| 17.                                           | "Chico Xavier & Roberto Carlos" | 3:44    |  |

## Créditos
- Rogério Skylab – vocais, produção
- Thiago Amorim – guitarra
- Rodrigo Saci – baixo
- Bruno Vieira – bateria
- Alexandre Guichard – violão
- Luiz Tornaghi – masterização
- Solange Venturi – fotografia
- Luísa Bousada – arte de capa